# بطولة العالم للدراجات على المضمار 1910
بطولة العالم للدراجات على المضمار 1910 هي الدورة ال18 من بطولة العالم للدراجات على المضمار، أجريت في إقليم بروكسل العاصمة، بلجيكا.

## النتائج النهائية
| المسابقة                              | ذهبية                          | فضية                     | برونزية                |
| ------------------------------------- | ------------------------------ | ------------------------ | ---------------------- |
| الرجال                                |                                |                          |                        |
| السرعة الفردية                        | Emile Friol (FRA)              | Thorvald Ellegaard (DEN) | Medal not awarded      |
| سباق مطاردة الدراجة النارية للهواة    | هنري هينز (BEL)                | Louis Delbor (FRA)       | Sydney F. Bailey (GBR) |
| سباق مطاردة الدراجة النارية للمحترفين | Georges Parent (cyclist) (FRA) | Léon Vanderstuyft (BEL)  | Robert Walthour (USA)  |